# Miguel A. Núñez Jr.
Miguel A. Núñez Jr. (Nova Iorque, 11 de agosto de 1960) é um ator, escritor, produtor e orador afro-americano.

## Carreira
Tem participações em produções como: sitcom Joey da NBC, com Matt LeBlanc. Seus primeiros papéis foram pequenas participações em filmes pequenos como A Volta dos Mortos Vivos e Sexta-Feira 13 Parte V. Seu primeiro papel principal foi o de Marcus Taylor na série Tour of Duty, da CBS, onde Nuñez foi um membro do elenco principal em todas as três temporadas do show. Ele estrelou posteriormente on no show Sparks, da UPN, bem como em filmes como Juwanna Mann. Participou também da versão cinematográfica de um dos grandes sucessos dos vídeos games: Street fighter, no papel de Dee Jay, filme estrelado por Jean-Claude Van Damme e Raul Julia.

## Filmografia

### Filme
| Ano  | Título                                            | Notas       |
| 1984 | Joy of Sex                                        |             |
| 1985 | Friday the 13th: A New Beginning                  |             |
| 1985 | The Return of the Living Dead                     |             |
| 1985 | Gus Brown and Midnight Brewster                   | Filme de TV |
| 1985 | HeartBeat                                         | Filme de TV |
| 1986 | Dangerously Close                                 |             |
| 1986 | Jumpin' Jack Flash                                |             |
| 1988 | Action Jackson                                    |             |
| 1989 | Harlem Nights                                     |             |
| 1990 | Shadowzone                                        |             |
| 1992 | Secrets                                           | Filme de TV |
| 1992 | Lethal Weapon 3                                   |             |
| 1992 | Round Trip to Heaven                              |             |
| 1994 | Hard Vice                                         |             |
| 1994 | There Goes My Baby                                |             |
| 1994 | Street Fighter                                    |             |
| 1995 | Carnosaur 2                                       |             |
| 1995 | Slam Dunk Ernest                                  | Vídeo       |
| 1995 | W.E.I.R.D. World                                  | Filme de TV |
| 1996 | A Thin Line Between Love and Hate                 |             |
| 1996 | Leprechaun 4: In Space                            | Vídeo       |
| 1997 | For Richer or Poorer                              |             |
| 1998 | Why Do Fools Fall in Love                         |             |
| 1999 | Life                                              |             |
| 1999 | If You Only Knew                                  |             |
| 2000 | Nutty Professor II: The Klumps                    |             |
| 2001 | MacArthur Park                                    |             |
| 2001 | Flossin                                           |             |
| 2001 | Tara                                              | Vídeo       |
| 2002 | ZigZag                                            |             |
| 2002 | Scooby-Doo                                        |             |
| 2002 | Juwanna Mann                                      |             |
| 2002 | The Adventures of Pluto Nash                      |             |
| 2005 | Friends and Lovers                                | Vídeo       |
| 2005 | Flip the Script                                   |             |
| 2005 | Bathsheba                                         | Curta       |
| 2005 | Clean Up Men                                      |             |
| 2006 | National Lampoon's TV: The Movie                  |             |
| 2007 | All Lies on Me                                    | Vídeo       |
| 2007 | Kickin' It Old Skool                              |             |
| 2008 | Meet Dave                                         |             |
| 2009 | Black Dynamite                                    |             |
| 2009 | Steppin: The Movie                                |             |
| 2009 | Diamond Dawgs                                     |             |
| 2010 | Trapped: Haitian Nights                           |             |
| 2010 | Double Crossed                                    | Vídeo       |
| 2010 | Back Nine                                         | Filme de TV |
| 2011 | Nora's Hair Salon 3: Shear Disaster               | Vídeo       |
| 2011 | Hollywood & Wine                                  | Vídeo       |
| 2011 | Should've Put a Ring on It                        |             |
| 2011 | Breathe                                           |             |
| 2012 | Who Killed Soul Glow?                             |             |
| 2012 | Christmas in Compton                              |             |
| 2012 | Nice Guy                                          | Curta       |
| 2013 | Haitian Nights                                    |             |
| 2013 | A Christmas Wedding                               |             |
| 2014 | Men, Money & Gold Diggers                         |             |
| 2014 | Basketball Girlfriend                             |             |
| 2015 | Why She Cries                                     |             |
| 2016 | Hunting Season                                    |             |
| 2016 | King of Newark                                    |             |
| 2017 | Secrets of Deception                              |             |
| 2017 | 2016                                              |             |
| 2017 | 10 Days in Sun City                               |             |
| 2017 | Conflict of Interest                              |             |
| 2017 | Vikes                                             |             |
| 2017 | The Accidental Spy                                |             |
| 2018 | No More Mr Nice Guy                               |             |
| 2018 | Worth                                             |             |
| 2018 | The Other Side                                    |             |
| 2018 | 1 Angry Black Man                                 |             |
| 2018 | Bella's Story                                     |             |
| 2018 | The Griddle House                                 |             |
| 2019 | Fanatic                                           | Filme de TV |
| 2019 | The Pining                                        |             |
| 2019 | A Holiday Change                                  |             |
| 2020 | The Sin Choice                                    |             |
| 2020 | Ride Scare                                        |             |
| 2020 | The American King                                 |             |
| 2020 | The App That Stole Christmas                      |             |
| 2022 | The American King-As told by an African Priestess |             |
| 2022 | John Wynn's One Hour                              |             |
| 2022 | 17 Days                                           |             |
| 2022 | Clew                                              |             |
| 2022 | Black and White                                   |             |
| 2023 | The Fearless Three                                |             |

### Televisão
| Ano     | Título                                       | Notas                                                       |
| 1984    | Automan                                      | Episódio: "Murder MTV"                                      |
| 1984    | Trapper John, M.D.                           | Episódio: "Já era hora"                                     |
| 1985    | The Twilight Zone                            | Episódio: " auxiliar do professor "                         |
| 1985    | What's Happening Now!!                       | Episódio: "casado ou não"                                   |
| 1986    | Amen                                         | Episódio: "O diácono entrega"                               |
| 1987    | Isabel's Honeymoon Hotel                     | Episódio: "Episódio # 1.1"                                  |
| 1987    | The New Gidget                               | Episódio: "Oddballs"                                        |
| 1987    | Amen                                         | Episódio: "Sim senhor, esse é o seu bebê"                   |
| 1987    | Stingray                                     | Episódio: "dinheiro de sangue"                              |
| 1987-90 | Tour of Duty                                 | Elenco principal                                            |
| 1990    | Dear John                                    | Episódio: "Homeward Bound"                                  |
| 1991    | The Fresh Prince of Bel-Air                  | Episódio: "72 Horas"                                        |
| 1992-93 | Rhythm & Blues                               | Elenco principal                                            |
| 1993    | Hangin' with Mr. Cooper                      | Elenco Recorrente: Temporada 1                              |
| 1993    | Martin                                       | Episódio: "Realmente, Gina não é minha amante"              |
| 1993    | Lois & Clark: The New Adventures of Superman | Episódio: "Batalha sem fim"                                 |
| 1993    | Thea                                         | Elenco Recorrente                                           |
| 1993-94 | Living Single                                | Elenco Recorrente: Temporada 1                              |
| 1994    | Babylon 5                                    | Episódio: "Uma estrela distante"                            |
| 1995    | The Watcher                                  | Episódio: "Sem esperança para os mortos"                    |
| 1995    | My Wildest Dreams                            | Elenco principal                                            |
| 1996    | The Faculty                                  | Elenco principal                                            |
| 1996-98 | Sparks                                       | Elenco principal                                            |
| 1999    | The Hughleys                                 | Elenco recorrente: 2ª temporada                             |
| 2000    | Intimate Portrait                            | Episódio: "Robin Givens"                                    |
| 2000    | The Parkers                                  | Episódio: "O amor é uma dor real"                           |
| 2002    | The Bernie Mac Show                          | Episódio: "Lidar com o seu negócio"                         |
| 2002    | Boomtown                                     | Episódio: "The Freak"                                       |
| 2002    | Andy Richter Controls the Universe           | Episódio: "Somos todos iguais, apenas diferentes"           |
| 2003    | My Wife and Kids                             | Episódio: "Man of the Year" e "Tee for Too Many"            |
| 2003    | Tarzan                                       | Elenco principal                                            |
| 2004    | The Tracy Morgan Show                        | Episódio: "Dia da Carreira"                                 |
| 2005-06 | Joey                                         | Elenco principal: 2ª temporada                              |
| 2008    | Black Poker Stars Invitational               | Convidado Principal                                         |
| 2010    | Blue Mountain State                          | Episódio: "Rivalry Weekend"                                 |
| 2011    | Mad Love                                     | Episódio: "Fogos de artifício"                              |
| 2012    | Behind the Talent                            | Episódio: "Aspen Mansion"                                   |
| 2012    | Are We There Yet?                            | Episódio: "O episódio do retrato de família"                |
| 2013    | Belle's                                      | Elenco principal                                            |
| 2014    | Celebrity Paranormal Lockdown                | Episódio: "Escola de Broughton"                             |
| 2014    | Family Time                                  | Episódio: "Sem novos amigos"                                |
| 2015    | Unsung Hollywood                             | Episódio: "Vivica A. Fox"                                   |
| 2015    | In the Cut                                   | Episódio: "Gold Diggers for Dummies"                        |
| 2015-16 | Mann & Wife                                  | Episódio: "Here Come the Manns" e "Mann Up"                 |
| 2016    | Unsung Hollywood                             | Episódio: "Guy e Joe Torry"                                 |
| 2016    | Apollo Night LA                              | Episódio: "ANLA 150"                                        |
| 2018    | Nashville                                    | Elenco Recorrente: Temporada 6                              |
| 2018    | Bronx SIU                                    | Elenco Principal: Temporada 1                               |
| 2018-22 | The Family Business                          | Elenco Principal: Temporada 1-2 e 4, Convidado: Temporada 3 |
| 2019    | Trayizon                                     | Episódio: "Trailer"                                         |
| 2020    | Two Degrees                                  | Episódio: "Bônus Adultos"                                   |
| 2021    | Coroner's Report                             | Episódio: "Inverno Demônio"                                 |
| 2022    | Raven's Home                                 | Episódio: "21 Lunch Street"                                 |
| 2023    | Cocaine Sisters                              | Elenco principal                                            |